# SMS König
SMS König là chiếc dẫn đầu cho lớp thiết giáp hạm König được Hải quân Đế quốc Đức chế tạo trong Chiến tranh Thế giới thứ nhất. König (tiếng Đức, nghĩa là Quốc vương) được đặt tên nhằm tôn vinh Hoàng đế (Kaiser) Wilhelm II của Đức, là vua nước Phổ đồng thời cũng là Hoàng đế Đức. König được đặt lườn vào ngày tháng 10 năm 1911 và được hạ thủy vào ngày 1 tháng 3 năm 1913. Việc trang bị cho König được hoàn tất không lâu sau khi chiến tranh nổ ra, và nó được đưa ra hoạt động cùng Hạm đội Biển khơi Đức vào ngày 9 tháng 8 năm 1914.
Cùng với ba chiếc tàu chị em cùng lớp Grosser Kurfürst, Markgraf và Kronprinz, König đã tham gia hầu hết các hoạt động của hạm đội trong chiến tranh. Là chiếc dẫn đầu hàng chiến trận Đức vào ngày 31 tháng 5 năm 1916 trong trận Jutland, nó đã đối đầu quyết liệt với nhiều thiết giáp hạm Anh Quốc và bị bắn trúng mười phát đạn pháo hạng nặng. Vào tháng 10 năm 1917, nó đã buộc chiếc thiết giáp hạm tiền-dreadnought của Nga Slava phải tự đánh đắm trong chiến dịch Albion tại vịnh Riga.
König bị lưu giữ cùng với hầu hết Hạm đội Biển khơi tại căn cứ của Hải quân Hoàng gia Anh tại Scapa Flow vào tháng 11 năm 1918 sau thỏa thuận Đình chiến. Vào ngày 21 tháng 6 năm 1919, Chuẩn Đô đốc Ludwig von Reuter ra lệnh đánh đắm hạm đội trong khi các tàu Anh làm nhiệm vụ canh phòng tiến ra khỏi cảng để tập trận. König chìm lúc 14 giờ 00. Không giống như đa số các tàu bị đánh đắm khác, König chưa từng được cho nổi lên; xác tàu đắm của nó hiện vẫn còn nằm dưới đáy vũng biển.

## Thiết kế và chế tạo
König được đặt hàng dưới cái tên tạm thời "S" và được chế tạo tại xưởng tàu của hãng Kaiserliche Werft ở Wilhelmshaven dưới số hiệu chế tạo 33. Nó được đặt lườn vào tháng 10 năm 1911 và được hạ thủy vào ngày 1 tháng 3 năm 1913. Công việc trang bị được hoàn tất vào ngày 9 tháng 8 năm 1914, ngày mà nó được đưa ra hoạt động cùng Hạm đội Biển khơi Đức. Nó đã làm tiêu tốn cho Chính phủ Đế quốc Đức 45 triệu Mác vàng Đức. Là chiếc đầu tiên trong lớp của nó, König được tiếp nối với sự tham gia của những chiếc Grosser Kurfürst, Markgraf và Kronprinz.
König có trọng lượng choán nước tiêu chuẩn 25.796 t (28.435 tấn Mỹ) khi chế tạo và lên đến 28.600 t (31.500 tấn Mỹ) khi đầy tải nặng, với chiều dài 175,4 m (575 ft), mạn thuyền rộng 19,5 m (64 ft) và độ sâu của mớn nước là 9,19 m (30,2 ft). Nó được vận hành bởi ba turbine hơi nước Parsons, sản sinh ra tổng công suất 43.300 shp (32,3 MW) và đặt được tốc độ tối đa 21 kn (39 km/h).
Nó được trang bị mười khẩu pháo SK 30,5 cm (12,0 in) L/50 bố trí trên năm tháp pháo nòng đôi: hai tháp pháo bắn thượng tầng phía trước và hai phía sau, cùng một tháp pháo thứ năm giữa hai ống khói. König là thiết giáp hạm Đức đầu tiên bố trí toàn bộ các khẩu pháo chính của nó trên trục giữa. Giống như những chiếc thuộc lớp Kaiser trước đó, König có thể xoay toàn bộ các khẩu pháo chính bắn qua cả hai bên mạn tàu, nhưng chiếc tàu mới có góc bắn rộng hơn do cách bố trí hoàn toàn dàn pháo chính trên trục giữa. Dàn pháo hạng hai bao gồm mười bốn khẩu 15 cm (5,9 in), sáu khẩu 8,8 cm (3,5 in) và năm ống phóng ngư lôi 50 cm (20 in) ngầm, gồm ống một trước mũi và hai ống mỗi bên mạn.

## Lịch sử hoạt động

### Các hoạt động ban đầu

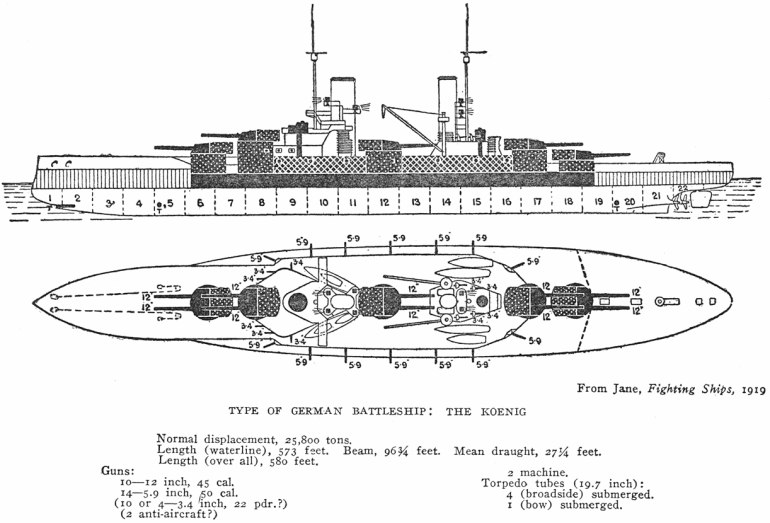
Sơ đồ và mặt cắt của lớp König, như được mô tả trong Jane's Fighting Ships 1919

Ngay sau khi được đưa vào hoạt động, König tiến hành các cuộc chạy thử máy ngoài biển, vốn hoàn tất vào ngày 23 tháng 11 năm 1914. Thủy thủ đoàn của nó bao gồm 41 sĩ quan và 1.095 thủy thủ. Sau đó, con tàu được điều về Đội 5 thuộc Hải đội Chiến trận 3 của Hạm đội Biển khơi Đức, nơi các con tàu chị em với nó tiếp tục gia nhập. Vào ngày 9 tháng 12, König bị mắc cạn tại vũng biển Wilhelmshaven; con tàu chị em với nó Grosser Kurfürst đang đi ngay phía sau, nên không thể né tránh và đã húc phải phần đuôi của König, gây ra một số hư hại nhỏ. König rút ra được và quay trở lại Wilhelmshaven, nơi công việc sửa chữa kéo dài cho đến ngày 2 tháng 1 năm 1915.

### Các hoạt động tại Bắc Hải
König tham gia nhiều đợt xuất quân của Hạm đội để hỗ trợ cho các tàu chiến-tuần dương của Đội Tuần tiễu 1 dưới quyền Chuẩn Đô đốc Franz von Hipper. Tuy nhiên, do sự cố bị mắc cạn ngoài khơi Wilhelmshaven, Con tàu đã lỡ mất chiến dịch đầu tiên của các tàu chiến-tuần dương trong đêm 15–16 tháng 12 năm 1914, khi chúng được giao nhiệm vụ bắn phá bờ biển Anh Quốc để thu hút một phần lực lượng của Hạm đội Grand vào cái bẫy mà hạm đội Đức đang giăng sẵn chờ đợi. Vào ngày 22 tháng 1 năm 1915, König cùng phần còn lại của Hải đội Chiến trận 3 được cho tách ra khỏi hạm đội để tiến hành các cuộc huấn luyện cơ động, tác xạ và ngư lôi tại biển Baltic. Chúng quay trở lại Bắc Hải vào ngày 11 tháng 2 để trợ giúp Đội Tuần tiễu một trong trận Dogger Bank.
König sau đó tham gia một loạt các cuộc tiến quân hạm đội vào Bắc Hải. Vào ngày 29–30 tháng 3, con tàu dẫn đầu hạm đội tiến lên phía Bắc Terschelling; ba tuần sau, vào ngày 17-18 tháng 4, nó hỗ trợ cho một hoạt động rải mìn của các tàu tuần dương hạng nhẹ thuộc Đội Tuần tiễu 2 ngoài khơi Swarte Bank. Một cuộc tiến quân khác diễn ra vào ngày 22 tháng 4, một lần nữa König dẫn đầu hạm đội. Vào ngày 23 tháng 4, Hải đội Chiến trận 3 quay trở lại khu vực biển Baltic cho một lượt tập trận khác kéo dài cho đến ngày 10 tháng 5. Một chiến dịch rải mìn khác được Đội Tuần tiễu 2 thực hiện vào ngày 17 tháng 5, có các thiết giáp hạm hỗ trợ.
König tham gia một đợt tiến quân khác của hạm đội đến Bắc Hải vào ngày 29-30 tháng 5, nhưng kết thúc mà không đụng độ với đối phương. Nó tạm thời được điều làm nhiệm vụ canh gác tại vành đai phòng thủ trong một thời gian ngắn, và bị mắc cạn vào ngày 6 tháng 7 nhưng chỉ bị hư hại nhẹ. Con tàu đã hỗ trợ cho một hoạt động rải mìn vào ngày 11–12 tháng 9 ngoài khơi Texel. Một đợt xuất quân khác về hướng Horns Reef vào ngày 23-24 tháng 10 đã diễn ra mà không gặp sự kiện gì. Sau khi quay trở về, König đi vào ụ tàu để bảo trì, rồi gia nhập trở lại hạm đội vào ngày 4 tháng 11. Con tàu được gửi đến khu vực biển Baltic cho một lượt huấn luyện từ ngày 5 đến ngày 20 tháng 12. Trên đường quay trở về, nó bị hư hại nhẹ do mắc cạn tại kênh đào Kaiser Wilhelm trong một cơn bão tuyết. König có mặt tại vùng biển Baltic vào ngày 17 tháng 1 năm 1916 để huấn luyện, rồi đến ngày 24 tháng 1 đã quay trở lại Bắc Hải. Hai đợt xuất quân khác được tiếp nối vào các ngày 5–6 tháng 3 và 21–22 tháng 4.

### Bắn phá Yarmouth và Lowestoft
König đã có mặt vào ngày để tham gia một cuộc bắn phá khác xuống bờ biển Anh Quốc, một lần nữa hỗ trợ cho các tàu chiến-tuần dương của Đội Tuần tiễu 1. Các tàu chiến-tuần dương khởi hành từ Jade Estuary lúc 10 giờ 55 phút ngày 24 tháng 4 năm 1916, và phần còn lại của Hạm đội Biển khơi lên đường tiếp theo lúc 13 giờ 40 phút. Tàu chiến-tuần dương Seydlitz trúng phải một quả thủy lôi trên đường đi đến mục tiêu, nên bị buộc phải rút lui. Các tàu chiến-tuần dương khác tiến hành bắn phá Lowestoft mà hầu như không gặp sự kháng cự, nhưng trên đường đi đến Yarmouth, chúng đụng độ với các tàu tuần dương Anh thuộc Lực lượng Harwich. Một cuộc đấu pháo ngắn ngủi diễn ra trước khi Lực lượng Harwich rút lui. Các báo cáo về hoạt động của tàu ngầm Anh tại khu vực đã buộc Đội Tuần tiễu 1 phải rút lui. Vào lúc này, Đô đốc Reinhard Scheer nhận được cảnh báo về việc Hạm đội Grand đã khởi hành từ căn cứ của chúng ở Scapa Flow, ông ra lệnh rút lui về vùng biển Đức an toàn hơn. Sau đó König đi đến khu vực Baltic cho một lượt thực hành khác, bao gồm việc thực tập ngư lôi ngoài khơi Mecklenburg.

### Trận Jutland

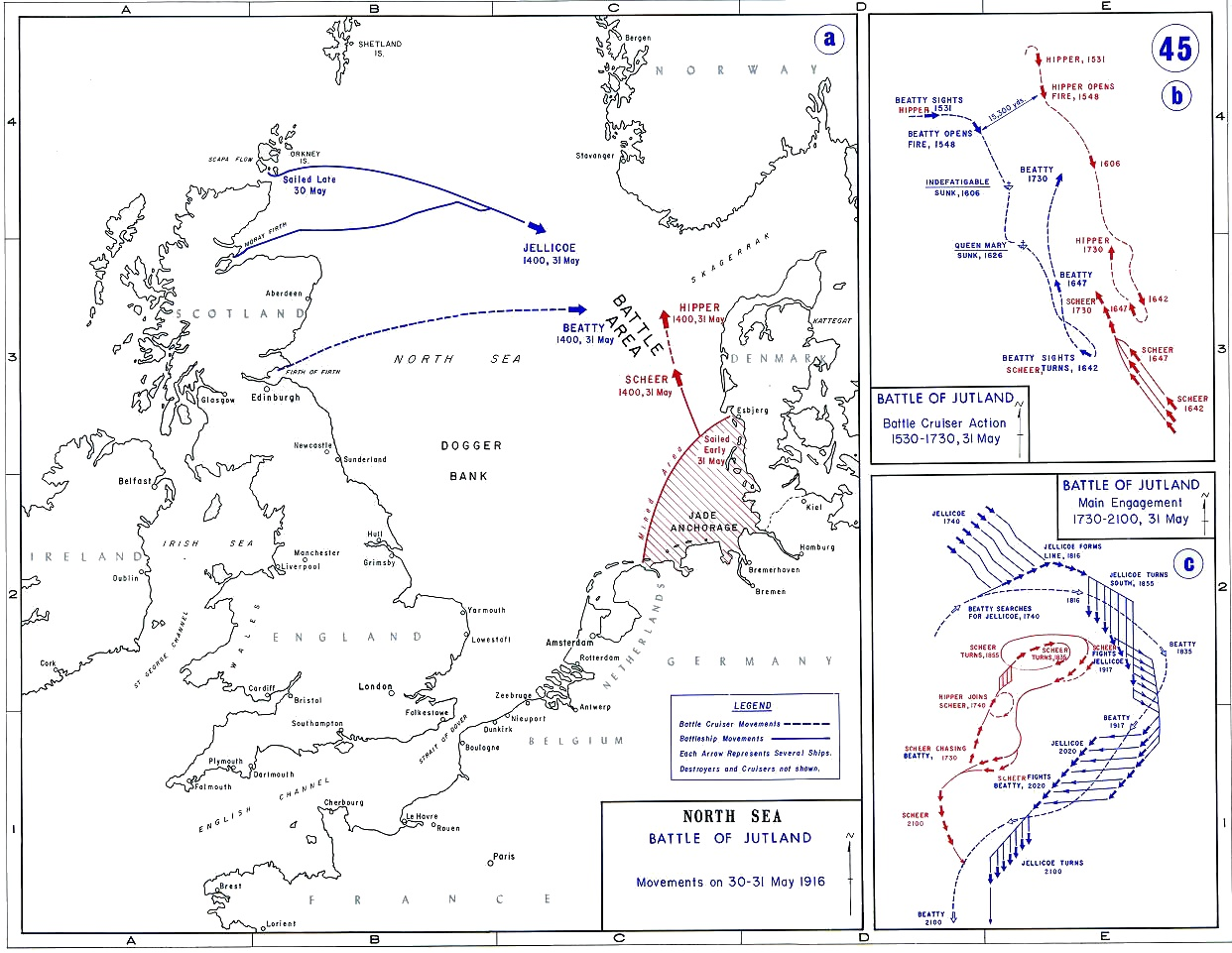
Bản đồ trình bày sự cơ động của hạm đội Anh (xanh) và Đức (đỏ) trong ngày 31 tháng 5–1 tháng 6 năm 1916.

König đã có mặt trong cuộc xuất quân của hạm đội vốn đã đưa đến trận Jutland vào ngày 31 tháng 5-1 tháng 6 năm 1916. Hoạt động này là một nỗ lực lặp lại các kế hoạch trước đây dự định thu hút một phần Hạm đội Grand để tiêu diệt chúng trước khi phần chủ lực của Hạm đội Anh có thể đáp trả. König được tiếp nối bởi những chiếc cùng lớp Grosser Kurfürst, Markgraf và Kronprinz hình thành nên Đội 5 trực thuộc Hải đội Chiến trận 3, là đơn vị đi tiên phong của hạm đội, dưới quyền chỉ huy của Chuẩn Đô đốc Paul Behncke, đặt cờ hiệu của mình trên soái hạm König. Ngay phía sau chúng l̀à những chiếc lớp Kaiser thuộc Đội 6 của Hải đội Chiến trận 3, rồi tiếp theo là những chiếc lớp Helgoland và Nassau thuộc Hải đội Chiến trận 2, và sau cùng là các thiết giáp hạm tiền-dreadnought lớp Deutschland già cỗi thuộc Hải đội Chiến trận 1.
Không lâu trước 16 giờ 00 giờ Trung Âu, các tàu chiến-tuần dương thuộc Đội Tuần tiễu 1 đối đầu với Hải đội Tuần chiến-Tuần dương 1 Anh Quốc dưới quyền chỉ huy của Đô đốc David Beatty. Các lực lượng đối địch bắt đầu một cuộc đấu pháo, vốn đã đưa đến việc phá hủy chiếc HMS Indefatigable không lâu sau 17 giờ 00, rồi đến lượt HMS Queen Mary không đầy nữa giờ sau đó. Vào lúc này, các tàu chiến-tuần dương Đức di chuyển về phía Nam nhằm thu hút các tàu chiến Anh về phía lực lượng chủ lực của Hạm đội Biển khơi. Đến 17 giờ 30, thiết giáp hạm Đức dẫn đầu König nhìn thấy cả Đội Tuần tiễu 1 của Đức bên mạn phải và Hải đội Tàu chiến-tuần dương 1 của Anh bên mạn trái. Đến 17 giờ 45 phút, Scheer ra lệnh bẻ lái 2 point (22,5°) sang mạn trái để đưa các con tàu của ông đến gần hơn các tàu chiến-tuần dương Anh. Lệnh khai hỏa được đưa ra chỉ một phút sau đó.
König cùng với Grosser Kurfürst và Markgraf là những chiếc đầu tiên đến được tầm bắn hiệu quả, chúng đã tuần tự đối đầu với các tàu chiến-tuần dương Lion, Princess Royal và Tiger tương ứng ở khoảng cách 21.000 yd (19.000 m). Loạt đạn pháo đầu tiên của König đã không với tới mục tiêu, nên nó chuyển hỏa lực sang chiếc tàu chiến Anh ở gần hơn là Tiger. Cùng một lúc, König và các tàu chị em đã nổ súng vào các tàu khu trục Nestor và Nicator bằng dàn pháo hạng hai của chúng. Hai con tàu Anh đã tiếp cận hàng chiến trận Đức, và mặc dù chịu đựng một màn hỏa lực dày đặc, vẫn cơ động vào vị trí tấn công thuận tiện. Mỗi chiếc đã phóng hai ngư lôi nhắm vào König và Grosser Kurfürst, mặc dù tất cả đều bị trượt. Đáp trả lại, một quả đạn pháo hạng hai từ một trong các thiết giáp hạm đã đánh trúng Nestor làm hỏng phòng động cơ. Nó cùng với tàu khu trục Nomad bị đánh hỏng nằm chắn ngay hướng tiến của hàng chiến trận Đức. Cả hai chiếc tàu khu trục đều bị đánh chìm, và các tàu phóng lôi Đức đã dừng lại để vớt những người sống sót. Vào khoảng 18 giờ 00, König cùng ba tàu chị em chuyển hỏa lực sang những thiết giáp hạm lớp Queen Elizabeth thuộc Hải đội Chiến trận 5 của Anh đang đến gần. König thoạt tiên đối đầu với Barham cho đến khi đối thủ đi ra ngoài tầm bắn; nó chuyển mục tiêu sang chiếc Valiant. Tuy nhiên, các thiết giáp hạm Anh với tốc độ nhanh hơn đã di chuyển ra ngoài tầm bắn hiệu quả.
Vào khoảng 19 giờ 00, tàu tuần dương Wiesbaden bị đánh bất động do một quả đạn pháo từ tàu chiến-tuần dương Anh Invincible; Chuẩn Đô đốc Paul Behncke trên chiếc König dự định cơ động các con tàu của mình hỗ trợ cho con tàu bị đánh hỏng. Cùng lúc đó, các hải đội tuần dương nhẹ 3 và 4 của Anh bắt đầu một đợt tấn công bằng ngư lôi vào hàng chiến trận Đức; trong khi tiến đến đủ khoảng cách để phóng ngư lôi, chúng tấn công Wiesbaden bằng hỏa lực của dàn pháo chính. König cùng các tàu chị em đã nhắm vào các tàu tuần dương Anh, nhưng việc chịu đựng hỏa lực pháo hạng nặng của thiết giáp hạm đối phương không đủ để đánh đuổi các tàu tuần dương Anh. Trong cuộc chiến hỗn loạn diễn ra sau đó, tàu tuần dương bọc thép Defence bị bắn trúng nhiều phát đạn pháo hạng nặng từ những chiếc dreadnought Đức. Một loạt đạn pháo đã xuyên thủng hầm đạn của con tàu, và một vụ nổ dữ dội sau đó đã phá hủy nó hoàn toàn.
Không lâu sau 19 giờ 20 phút, một lần nữa König đi vào tầm bắn đối với thiết giáp hạm Warspite và nó khai hỏa vào mục tiêu, có sự tham gia của các chiếc dreadnought Friedrich der Grosse, Ostfriesland, Helgoland và Thüringen. Tuy nhiên, König nhanh chóng mất dấu Warspite vì nó đang trong quá trình bẻ lái sang hướng Đông Đông Bắc. Gần như đồng loạt, các tàu khu trục và tàu tuần dương nhẹ của Anh tìm cách tung một đợt tấn công bằng ngư lôi khác vào những chiếc dẫn đầu hàng chiến trận Đức, kể cả König. Không lâu sau đó, lực lượng chủ lực Anh tiến vào tầm bắn đối với hạm đội Đức; và vào lúc 19 giờ 30 phút, các thiết giáp hạm Anh khai hỏa nhắm vào cả lực lượng tàu chiến-tuần dương lẫn các thiết giáp hạm lớp König. Bản thân König chịu đựng một màn hỏa lực ác liệt vào giai đoạn này. Trong vòng 5 phút, Iron Duke bắn 9 loạt đạn pháo nhắm vào König ở khoảng cách 12.000 yd (11 km), nhưng chỉ bắn trúng một phát. Quả đạn pháo 13,5 inch bắn trúng tháp chỉ huy phía trước, nhưng đã không xuyên thủng mà lại nảy tung lên và phát nổ cách con tàu 50 yd (0,046 km). Chuẩn Đô đốc Behncke bị thương, nhưng vẫn tiếp tục chỉ huy con tàu. Sau đó König bị che khuất bởi khói và tạm thời tránh bị hỏa lực đối phương nhắm đến.
Đến 20 giờ 00, hàng chiến trận Đức được lệnh bẻ lái sang hướng Đông để tách ra khỏi Hạm đội Anh. Là chiếc dẫn đầu, König hoàn tất việc chuyển hướng và giảm tốc độ để những chiếc theo sau nó quay trở lại đội hình. Không lâu sau đó, bốn tàu tuần dương hạng nhẹ Anh tiếp tục cuộc tấn công chiếc Wiesbaden đã bị đánh hỏng; những chiếc dẫn đầu hành chiến trận Đức, bao gồm König, khai hỏa vào các tàu tuần dương Anh để tìm cách ngăn chặn. Các thiết giáp hạm Anh đang đuổi theo vào lúc này quay về phía Nam, hầu như cắt ngang chữ T hàng chiến trận Đức. Để chữa lại tình thế, Đô đốc Scheer ra lệnh chuyển hướng 16 point về phía Nam, đồng thời tung các tàu chiến-tuần dương của Hipper ra tấn công về hướng Hạm đội Anh. Trong khi đổi hướng, König bị đánh trúng một quả đạn pháo 13,5 inch từ chiếc Iron Duke ngay phía sau tháp pháo tận cùng. König chịu đựng những hư hại cấu trúc đáng kể, nhiều phòng ngập đầy khói. Trong khi bẻ lái sang mạn phải, Tư lệnh Hải đội Chiến trận 1, Phó Đô đốc Schmidt, quyết định quay mũi các con tàu của ông ngay lập tức thay vì tuần tự quay mũi tiếp nối theo những chiếc dẫn trước. Điều này đã gây ra một sự lộn xộn lớn, suýt đưa đến nhiều vụ va chạm. Kết quả là nhiều chiếc thiết giáp hạm Đức buộc phải giảm tốc độ bất ngờ, đưa toàn bộ hạm đội vào tình thế nguy hiểm. Trong một cố gắng làm giảm nhẹ tình trạng khó khăn, König quay mũi sang mạn trái và thả một màn khói giữa hai hàng chiến trận Anh và Đức.
Trong trận chiến, König chịu đựng những hư hại đáng kể. Một quả đạn pháo hạng nặng xuyên thủng sàn tàu bọc thép ở phía mũi tàu. Một quả đạn pháo khác bắn trúng các tấm thép của đai giáp chính, xô lệch chúng vào phía trong đến 5 ft. Mảnh đạn pháo xuyên thủng nhiều tháp pháo ụ gắn các khẩu pháo 15 cm, loại khỏi vòng chiến hai khẩu trong số chúng. Kho đạn pháo của các khẩu này bị bốc cháy nên hầm đạn phải được làm ngập nước để ngăn ngừa bị nổ. Các khu vực các của con tàu phải được làm ngập nước để cân bằng; 1.600 tấn nước đã ngập con tàu do các hư hại trong chiến đấu hoặc các biện pháp kiểm soát hư hỏng. Việc ngập nước làm tăng chiều sân mớn nước, khiến con tàu chỉ có thể vượt qua Amrun Bank lúc 09 giờ 30 phút ngày 1 tháng 6. König được đưa đến Kiel cho những sửa chữa ban đầu, vì đây là địa điểm duy nhất có ụ nổi đủ lớn vừa với con tàu. Việc sửa chữa được tiến hành tại đây từ ngày 4 đến ngày 18 tháng 6, khi nó được cho chuyển đến xưởng tàu Howaldtswerke. König hoạt động trở lại vào ngày 21 tháng 7.

### Các hoạt động tiếp theo
Sau khi hoàn tất việc sửa chữa, König được phái đến Baltic để huấn luyện từ cuối tháng 7 đến đầu tháng 8; nó quay trở lại Bắc Hải vào ngày 5 tháng 8. Trong đợt xuất quân của hạm đội vào ngày 18-19 tháng 8, với König lại dẫn đầu, Đội Tuần tiễu 1 được giao nhiệm vụ bắn phá thị trấn ven biển Sunderland nhằm lôi kéo và tiêu diệt các tàu chiến-tuần dương của Beatty. Do chỉ có Moltke và Von der Tann là hai tàu chiến-tuần dương Đức còn hoạt động được trong đội, thiết giáp hạm mới được đưa vào hoạt động Bayern và hai chiếc chị em của König là Markgraf và Grosser Kurfürst tạm thời được bổ sung cho đơn vị này trong chiến dịch. Đô đốc Scheer cùng phần còn lại của Hạm đội Biển khơi, bao gồm 15 chiếc dreadnought, sẽ theo sau bảo vệ. Phía Anh đã biết được kế hoạch của Đức và đã cho toàn bộ Hạm đội Grand xuất trận để đối đầu. Đến 14 giờ 35 phút, Scheer được cảnh báo về sự xuất hiện của Hạm đội Grand, và vì không muốn đối đầu với toàn bộ Hạm đội Grand chỉ mười một tuần sau khi trận Jutland kết thúc, nên đã quay mũi lực lượng của mình rút lui trở về các cảng Đức.
König ở lại trong cảng cho đến ngày 21 tháng 10, khi nó lại được phái đến Baltic để huấn luyện; con tàu quay trở lại gia nhập hạm đội vào ngày 3 tháng 11. König cùng phần còn lại của Hải đội Chiến trận 3 di chuyển ra Horns Reef trong các ngày 5–6 tháng 11; sau đó nó được phân công nhiều nhiệm vụ khác nhau, bao gồm việc canh phòng tại German Bight và hộ tống các đoàn tàu vận tải tại khi vực Baltic. Nhiều nhiệm vụ huấn luyện được thực hiện tại Baltic trong các ngày 22 tháng 2–4 tháng 3 năm 1917, 14–22 tháng 3 và 17 tháng 5–9 tháng 6. Sau đó König đi đến Wilhelmshaven để bảo trì vào ngày 16 tháng 6; việc trang bị một cột ăn-ten trước cùng các công việc khác kéo dài cho đến ngày 21 tháng 7. Vào ngày 10 tháng 9, König lại đi đến Baltic cho một đợt huấn luyện cơ động.

### Chiến dịch Albion
Vào đầu tháng 9 năm 1917, sau khi Đức chiếm được cảng Riga của Nga, Hải quân Đức quyết định xóa sổ lực lượng Hải quân Nga vốn còn đang trụ lại vịnh Riga. Nhằm mục đích này, Bộ Tổng Tư lệnh Hải quân (Admiralstab) vạch ra một chiến dịch tại quần đảo Moonsund, đặc biệt nhắm vào các khẩu đội pháo Nga trên bán đảo Sworbe thuộc Ösel. Ngày 18 tháng 9, mệnh lệnh được đưa ra cho một chiến dịch phối hợp Lục-Hải quân nhằm chiếm các đảo Ösel và Moon; lực lượng hải quân chủ yếu bao gồm soái hạm Moltke cùng với Hải đội Chiến trận 3 của Hạm đội Biển khơi, gồm có Đội 5 bao gồm bốn chiếc lớp König, vào lúc này được bổ sung thêm chiếc thiết giáp hạm mới Bayern, và Đội 6 bao gồm năm chiếc lớp Kaiser. Cùng với chín tàu tuần dương hạng nhẹ, ba chi hạm đội tàu phóng ngư lôi cùng nhiều tàu rải mìn và tàu quét mìn, toàn bộ lực lượng bao gồm khoảng 300 tàu chiến, được sự hỗ trợ của trên 100 máy bay và sáu khí cầu zeppelin. Lực lượng tấn công gồm khoảng 24.600 sĩ quan và binh sĩ. Đối đầu với lực lượng Đức là các thiết giáp hạm tiền-dreadnought cũ của Nga Slava và Tsarevitch, các tàu tuần dương bọc thép Bayan, Admiral Makarov và Diana, 26 tàu khu trục, nhiều tàu phóng lôi và pháo hạm, cùng một lực lượng đồn trú tại Ösel với khoảng 14.000 người cùng các khẩu đội pháo phòng thủ duyên hải.

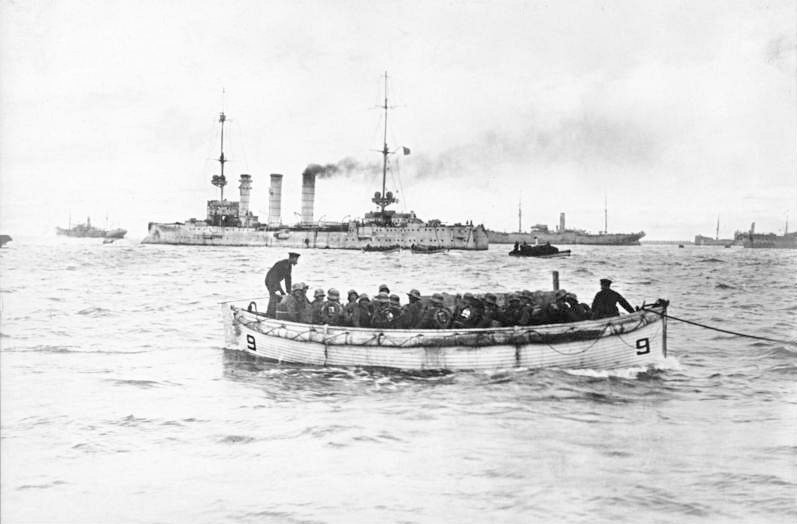
Lực lượng Đức đổ bộ tại Ösel

König rời Kiel vào ngày 23 tháng 9 đi vịnh Putziger, nơi con tàu ở lại cho đến ngày 10 tháng 10. Chiến dịch bắt đầu vào ngày 12 tháng 10; lúc 03 giờ 00 König thả neo ngoài khơi Ösel tại vịnh Tagga và cho đổ bộ binh lính. Đến 05 giờ 50 phút, König khai hỏa vào các công sự pháo phòng thủ duyên hải của Nga, có sự tham gia của Moltke, Bayern và ba chiếc tàu chị em còn lại trong lớp König. Cùng lúc đó, những chiếc thuộc lớp Kaiser đối đầu với các khẩu đội trên bán đảo Sworbe; mục tiêu là nhằm bình định eo biển giữa các đảo Moon và Dagö, án ngữ lối thoát duy nhất của các con tàu Nga trong vịnh. Cả Grosser Kurfürst lẫn Bayern đều bị trúng mìn trong lúc cơ động vào vị trí bắn phá; Grosser Kurfürst chỉ bị hư hại nhẹ, nhưng Bayern bị hư hại nặng đến mức phải rút lui về Kiel để sửa chữa. Đến 17 giờ 30 phút, König rời khỏi khu vực để tiếp nhiên liệu; nó quay trở lại eo biển Irben vào ngày 15 tháng 10.
Đến ngày 16 tháng 10, một phần hải đội tấn công được cho tách ra để quét sạch lực lượng hải quân Nga tại eo biển Moon, bao gồm hai thiết giáp hạm tiền-dreadnought. Nhằm mục đích này, König và Kronprinz cùng các tàu tuần dương Strassburg và Kolberg và một số tàu nhỏ được gửi đi đối phó với các thiết giáp hạm Nga. Chúng đến nơi vào sáng ngày 17 tháng 10, nhưng một bãi mìn rộng của Nga đã giữ chân các con tàu phía ngoài vịnh. Một điều bất ngờ xảy ra đối với phía Đức, khi họ nhận ra các khẩu pháo 30,5 cm từ các thiết giáp hạm Nga có tầm bắn xa hơn những khẩu 30,5 cm của chính họ; và người Nga tìm cách giữ khoảng cách đủ rộng để các tàu chiến Đức không thể bắn trả, trong khi vẫn nả pháo hiệu quả vào các đối thủ Đức. Nhiều lúc các con tàu Đức phải thực hiện cơ động lẩn tránh các loạt đạn pháo của Nga. Tuy nhiên, đến 10 giờ 00, các tàu quét mìn đã dọn sạch một lối đi ngang qua bãi mìn, và König cùng Kronprinz tiến vào vịnh. Lúc 10 giờ 13 phút, König tiến vào tầm bắn đối với Slava và nhanh ch́ng khai hỏa. König đấu pháo tay đôi với Slava trong khi Kronprinz nổ súng vào cả Slava lẫn tàu tuần dương Bayan. Đến 10 giờ 30 phút, Đô đốc Mikhail Bakhirev tư lệnh lực lượng hải quân Nga ra lệnh cho lực lượng dưới quyền rút lui. König đã bắn trúng Slava bảy lần, gây cho nó nhiều hư hại đến mức không thể rút lui lên phía Bắc; thay vào đó chiếc tàu chiến Nga bị đánh đắm và thủy thủ đoàn của nó triệt thoái trên một tàu khu trục. Trong quá trình trận đánh, König cũng bắn trúng tàu tuần dương Bayan một lần; sau đó König tiếp tục bắn phá các khẩu đội pháo bờ biển tại Woi và Werder.
Ngày 20 tháng 10, König được các tàu quét mìn kéo vào vũng biển Kuiwast; nó chuyển binh lính lên đảo Schildaum vốn đã được chiếm đóng. Vào lúc đó, cuộc chiến trên các hòn đảo đã đi đến hồi kết cuộc; Moon, Ösel, và Dagö dưới quyền kiểm soát của phía Đức. Vào ngày hôm trước, Bộ Tổng Tư lệnh Hải quân ra lệnh ngừng các hoạt động hải quân và rút các chiếc trở lại Hạm đội Biển khơi càng nhanh càng tốt. Trong chuyến quay trở về, König bị mắc cạn vào lúc biển động mạnh; nó được sửa chữa tại Kiel; công việc kéo dài cho đến ngày 17 tháng 11.

### Các hoạt động sau cùng
Sau khi König quay trở lại từ Baltic, con tàu được giao nhiệm vụ canh phòng tại Bắc Hải và hỗ trợ các tàu quét mìn. König trở lại khu vực Baltic vào ngày 22 tháng 12 để huấn luyện, vốn kéo dài cho đến ngày 8 tháng 1 năm 1918. Một lượt thực tập khác được tiến hành từ ngày 23 tháng 2 đến ngày 11 tháng 3. Vào ngày 20 tháng 4, König xuất quân để hỗ trợ một lực lượng tuần tra Đức đối đầu với lực lượng Anh. Con tàu nằm trong thành phần lực lượng đi đến Na Uy đánh chặn một đoàn tàu vận tải được hộ tống mạnh mẽ vào ngày 23–25 tháng 4, cho dù chiến dịch bị hủy bỏ khi tàu chiến-tuần dương Moltke gặp trục trặc cơ khí. König bị mắc cạn một lúc ngắn tại cảng phía Bắc của Helgoland vào ngày 30 tháng 5. Hai tháng sau, vào ngày 31 tháng 7, König cùng phần còn lại của Hải đội Chiến trận 3 bảo vệ một đơn vị quét mìn tại Bắc Hải. Sau đó con tàu đi đến khu vực Baltic để huấn luyện từ ngày 7 đến ngày 18 tháng 8, rồi König quay lại Bắc Hải. Nó thực hiện đợt huấn luyện cuối cùng tại Baltic vào ngày 28 tháng 9 và kéo dài cho đến ngày 1 tháng 10.
König được dự định để tham gia hoạt động cuối cùng của hạm đội vào cuối tháng 10 năm 1918, nhiều ngày trước khi Hiệp định Đình chiến với Đức có hiệu lực. Phần lớn Hạm đội Biển khơi sẽ xuất phát từ căn cứ của chúng ở Wilhelmshaven để đối đầu với Hạm đội Grand của Anh; Reinhard Scheer, lúc này là Đại Đô đốc (Großadmiral) của Hạm đội, dự định gây tổn thất cho Hải quân Anh càng nhiều càng tốt nhằm duy trì một vị thế mặc cả tốt cho việc thương lượng hòa bình của Đức bất chấp tổn thất có thể phải chịu đựng. Tuy nhiên, nhiều người trong số những thủy thủ đã mệt mỏi vì chiến tranh cảm thấy chiến dịch này sẽ ngăn trở tiến trình hòa bình và kéo dài thời hạn chiến tranh. Sáng ngày 29 tháng 10 năm 1918, mệnh lệnh được đưa ra để chuẩn bị khởi hành từ Wilhelmshaven để tập trung lực lượng tại Jade Estuary vào ngày hôm sau. Bắt đầu từ đêm 29 tháng 10, thủy thủ trên chiếc Thüringen làm binh biến. Sự bất ổn lan rộng ra các tàu chiến khác, bao gồm König. Chiến dịch cuối cùng bị hủy bỏ; và trong một cố gắng để dập tắt cuộc nổi loạn, Scheer ra lệnh phân tán hạm đội. König cùng phần còn lại của Hải đội Chiến trận 3 được gửi đến Kiel. Trong vụ nổi loạn này, thuyền trưởng của König bị thương ba lần, trong khi cả thuyền phó lẫn sĩ quan phụ tá đều bị thiệt mạng.

### Số phận

Bản đồ vị trí các con tàu bị đánh đắm tại Scapa Flow. König được đánh dấu với số 7

Sau khi Đức đầu hàng vào tháng 11 năm 1918, hầu hết tàu chiến của Hạm đội Biển khơi, kể cả König, bị lưu giữ tại căn cứ hải quân Anh tại Scapa Flow, dưới quyền chỉ huy của Chuẩn Đô đốc Ludwig von Reuter. Trước khi Hạm đội Đức khởi hành, Đô đốc Adolf von Trotha khẳng định lại với von Reuter chỉ thị không được để cho phe Đồng Minh chiếm các con tàu trong bất kỳ tình huống nào. Hạm đội đã gặp gỡ tàu tuần dương hạng nhẹ Anh Cardiff, vốn đã dẫn đầu các con tàu Đức đi đến điểm gặp gỡ hạm đội Đồng Minh, một lực lượng khổng lồ bao gồm 370 tàu chiến của Anh, Mỹ và Pháp, vốn sẽ hộ tống hạm đội Đức đến Scapa Flow. Khi bị lưu giữ trong suốt thời gian diễn ra các cuộc đàm phán hòa bình, mà sau này cuối cùng sẽ dẫn đến Hiệp ước Versailles, các khẩu pháo của chúng bị bất hoạt bằng cách tháo bỏ khóa nòng, và con tàu được bảo trì bởi một thủy thủ đoàn gồm số lượng sĩ quan và thủy thủ tối thiểu.
Một bản in của báo The Times cung cấp thông tin cho von Reuter rằng Thỏa thuận Ngừng bắn sẽ hết hiệu lực vào giữa trưa ngày 21 tháng 6 năm 1919, thời hạn cuối cùng mà Đức phải ký vào Hiệp định hòa bình. Đô đốc Von Reuter đưa đến kết luận người Anh sẽ tìm cách chiếm hữu các con tàu Đức sau khi Thỏa thuận Ngừng bắn hết hiệu lực. Không biết rằng thời hạn của thỏa thuận đã được triển hạn đến ngày 23 tháng 6, ông quyết định đánh đắm các con tàu của mình vào cơ hội thuận tiện đầu tiên có được. Sáng ngày 21 tháng 6, Hạm đội Anh rời Scapa Flow tiến hành thực tập huấn luyện; và đến 11 giờ 20 phút Reuter truyền mệnh lệnh này đến các con tàu của mình. König chìm lúc 14 giờ 00. Không giống như các tàu chiến chủ lực bị đánh đắm khác, nó chưa bao giờ được cho nổi trở lại. Quyền trục vớt xác đắm của con tàu trong tương lai được bán cho Anh vào năm 1962.